# كجمك
الكَجَمَك (بالصربية: Kačamak، نقحرة: كاكاماك) هي نوع من أنواع عصيدة الذرة المصنوعة في أجزاء من غرب آسيا وجنوب شرق أوروبا. اسمها مشتق من التركية kaçamak، والتي تعني الهروب، ويُعرف معروف أيضًا باسم بَكردان في مقدونيا الشمالية.

## طريقة التحضير
تُصنع العصيدة من دقيق الذرة. حيث تضاف البطاطا والحليب والجبن الأبيض أو قيمر. وتُحضر بغلي دقيق الذرة ومن ثم هرسه اثناء وضعه على النار. تعد هذه الوجبة من أطعمة الطبقة الفقيرة آنذاك ولكنها تؤكل في الوقت الحالي على نطاق واسع وتقدم في المطاعم أيضًا.

## تقديم الطبق
تُقدم في بلغاريا تقليديًا مع زيت عباد الشمس بكميات صغيرة من الفلفل الأحمر أو الفلفل الحار. أما في الجبل الأسود وألبانيا والهرسك فتُحضر الكَجَمَك مع البطاطا المهروسة والجبن أيضًا حتى تُصبح كتلة سميكة.  أما في وسط صربيا فتُحضر من دقيق الذرة الأبيض ويقدم مع الجبن الأبيض والقشطة . وتُقدم مع اللحم المفروم المشوي بالزبدة أو عصير العنب المسلوق أو الحليب أو الزبادي العادي أو العسل أو القشدة الحامضة.

## معرض الصور

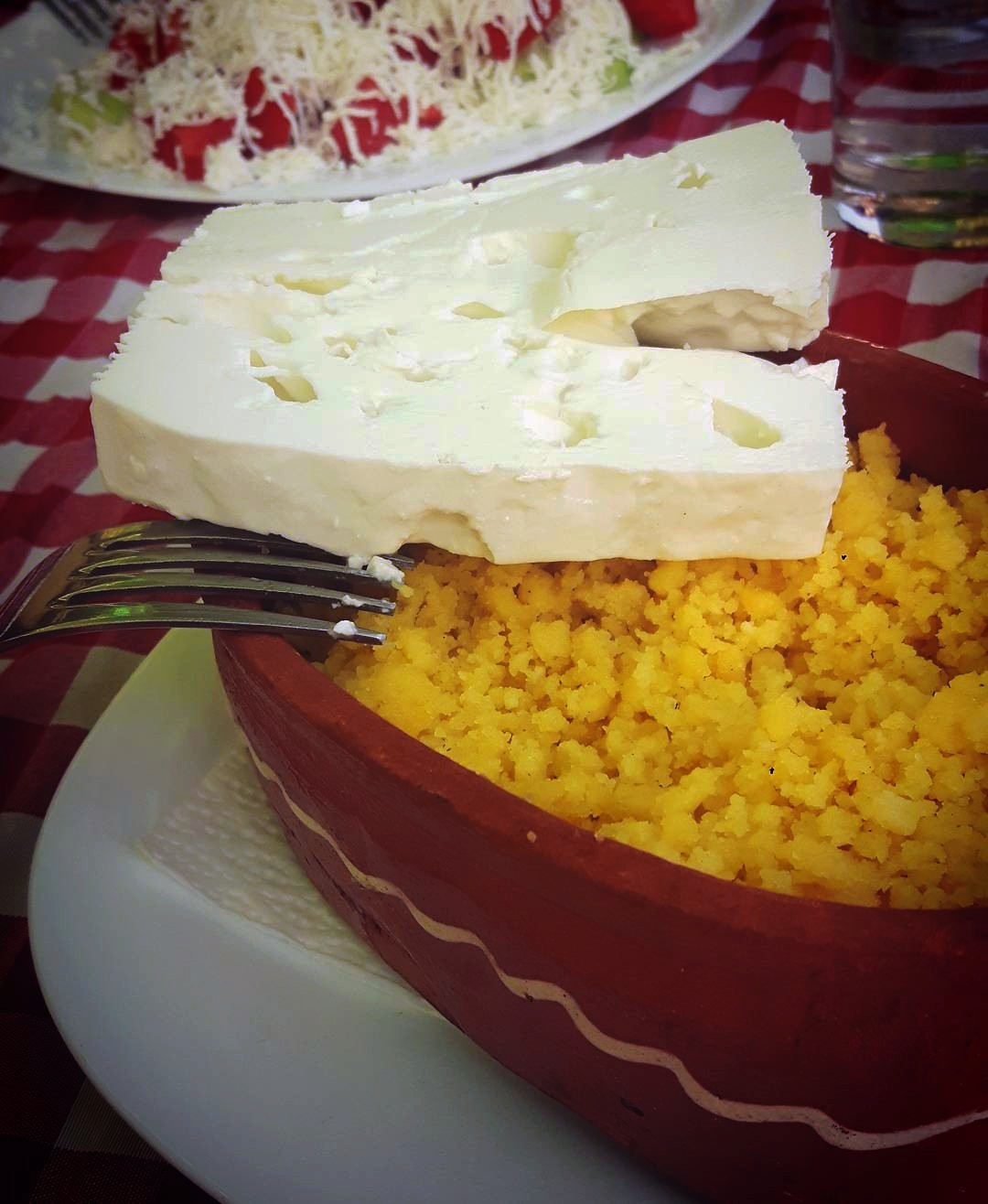
كجمك مع الحبن
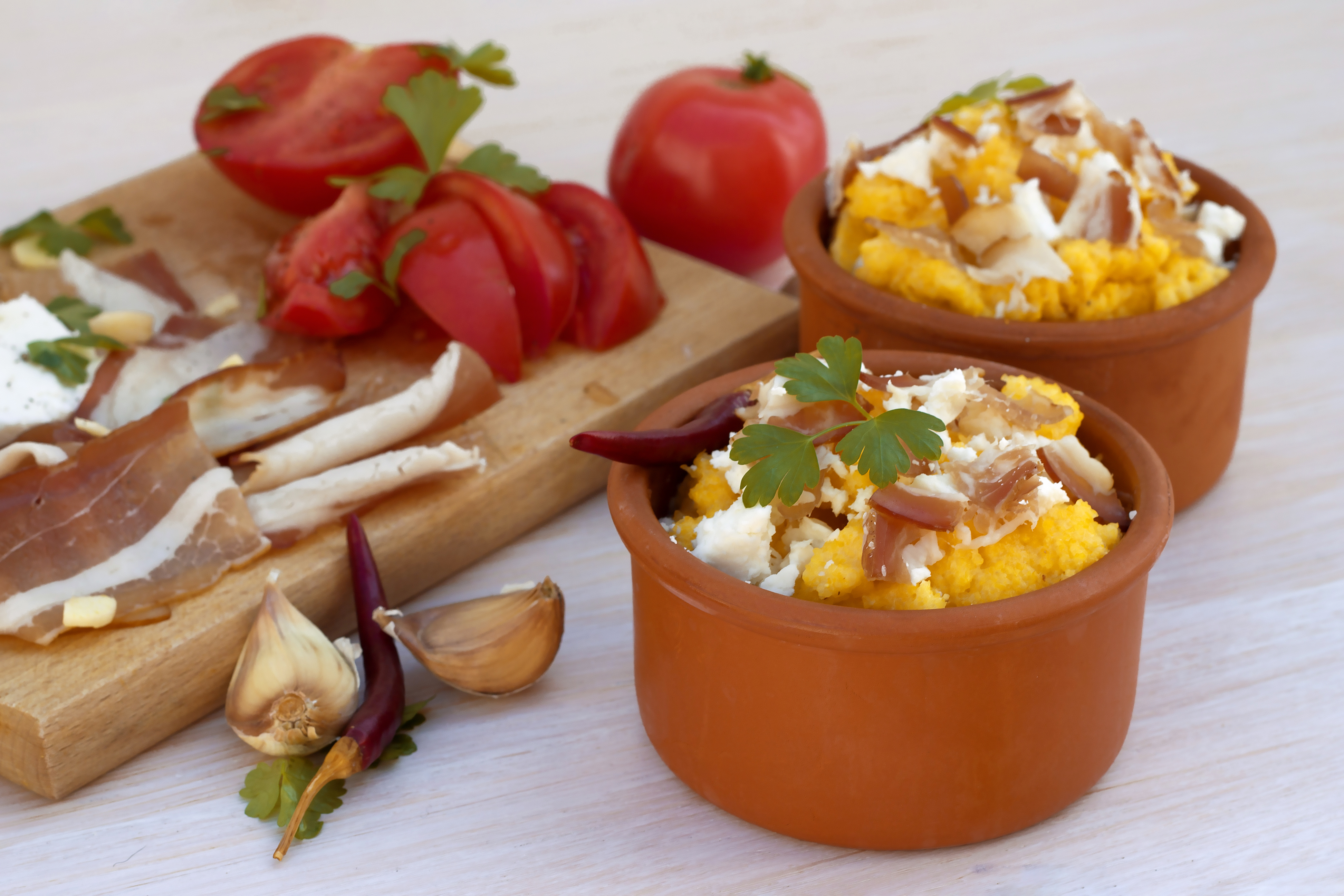
كجمك بالجبن والقديد
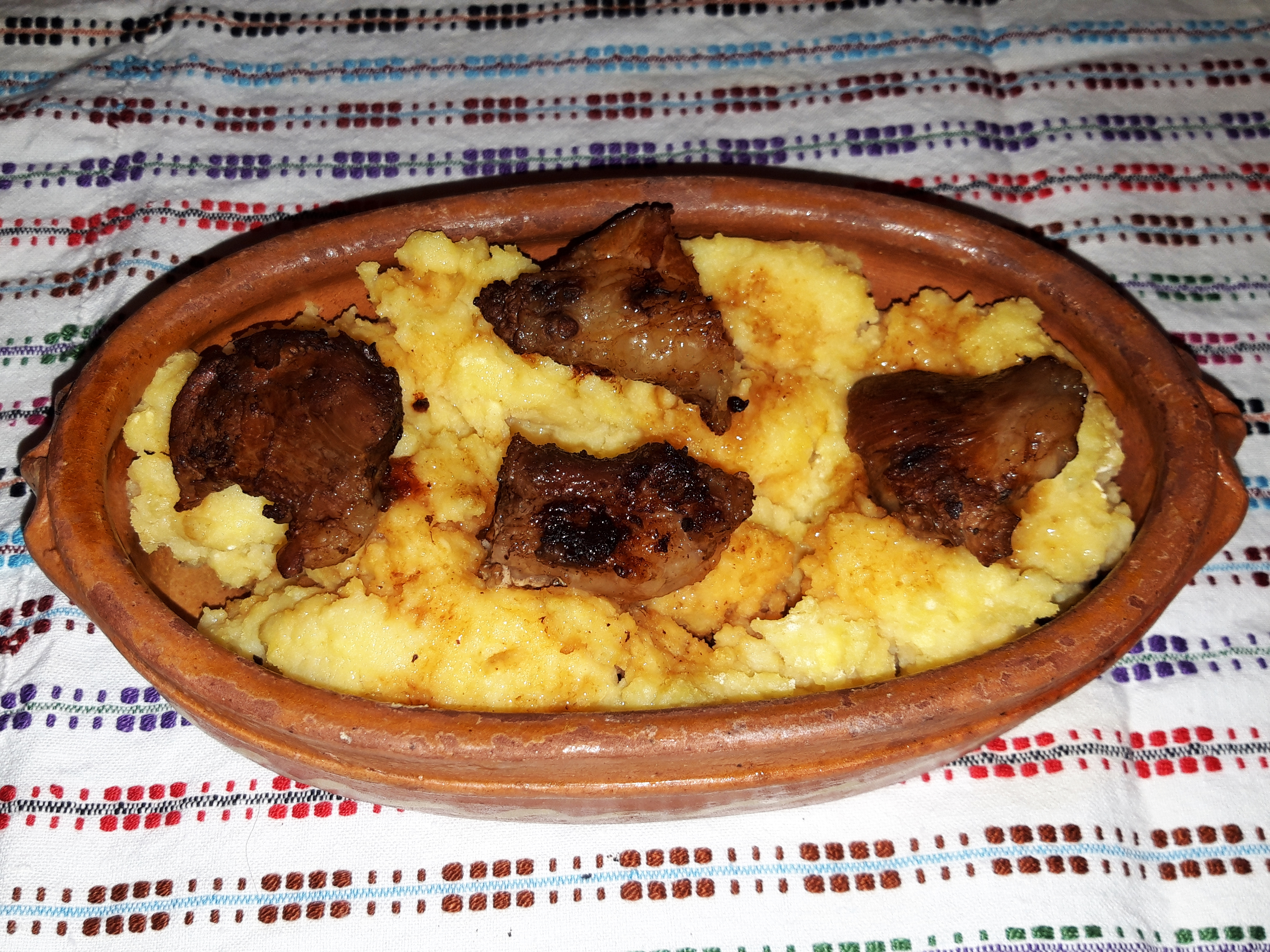